# John Turturro
John Michael Turturro (* 28. února 1957 Brooklyn, New York, USA) je americký herec, scenárista a režisér, který hrál ve více než 60 filmech. Během kariéry pracoval s bratry Coenovými, s Adamem Sandlerem nebo Spikem Lee.
Jde o všestranného divadelního umělce, který je držitelem ceny Obie. První větší roli ztvárnil v roce 1989 ve snímku Jednej správně. Roku 2016 hrál hlavní postavu advokáta Johna Stona v kriminálním seriálu Jedna noc, produkovaném HBO.

## Rodina
Po rodičích má italský původ. Otec byl tesařem a matka jazzovou zpěvačkou. Jeho bratrem je herec Nicholas Turturro, sestřenicí pak herečka Aida Turturrová a manželkou také herečka Katherine Borowitzová, s níž má dvě děti. Žije dlouhodobě ve střední Itálii i s rodinou a má i italské občanství.

## Výběr filmografie

### Herec
- 1986 Barva peněz
- 1986 Hana a její sestry
- 1987 Pět rohů
- 1989 Jednej správně
- 1990 Millerova křižovatka
- 1991 Burton Fink
- 1992 Půjčovna mozků
- 1994 Otázky a odpovědi (nominace na Zlatý glóbus)
- 1995 Hra se smrtí
- 1997 Zvířátka
- 1998 Nejlepší hráč
- 1998 Illuminata
- 1998 Big Lebowski
- 2000 Muž, který plakal
- 2002 Můj přítel Monk (televizní seriál)
- 2003 Kurs sebeovládání
- 2004 Tajemné okno
- 2007 Transformers
- 2008 Zohan: Krycí jméno Kadeřník
- 2009 Transformers: Pomsta poražených
- 2011 Transformers: Temná strana měsíce
- 2016 Jedna noc (televizní seriál)
- 2019 Jméno Růže (italský televizní seriál)
- 2022 Odloučení (televizní seriál)
- 2022 The Batman

### Režie
- 1992 Mac
- 1998 Illuminata
- 2005 Romance a cigarety